# Pasulj

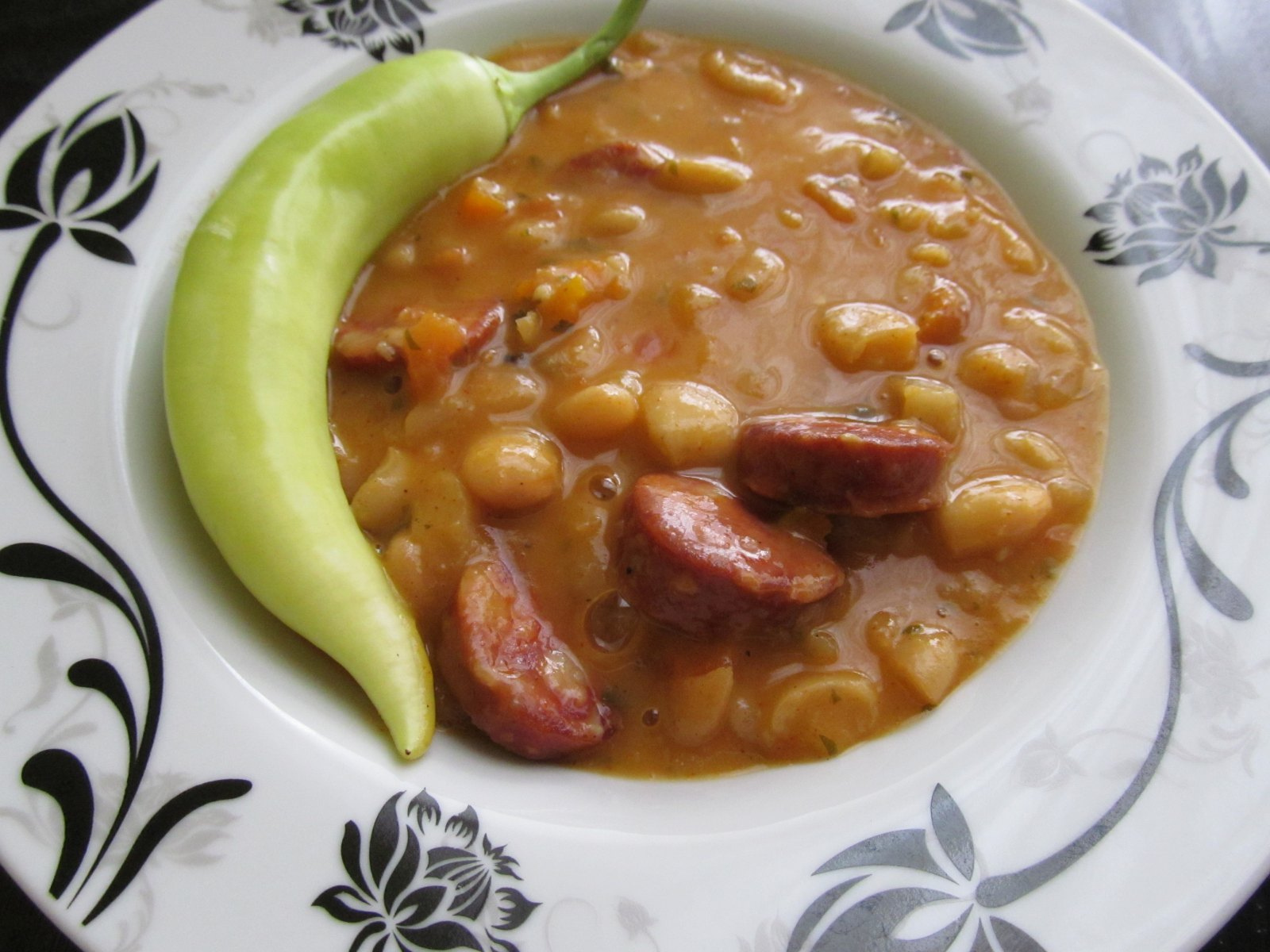

Le pasulj est un plat traditionnel des Balkans, préparé en soupe avec des haricots blancs ou rouges. La soupe de haricots est consommée essentiellement pendant les périodes chaudes de l'année en raison de sa faible teneur en matières grasses.